# Шльопинци
Шльопинци или Шлопинци (на гръцки: Δογάνης, Доганис, до 1928 година Σλώπνιτσα, Слопница или Σλοπ, Слоп) е село в Гърция, дем Пеония, област Централна Македония.

## География
Селото е разположено на 80 m надморска височина, северно от град Боймица (Аксиуполи), на десния бряг на Вардар (Аксиос).

## История

### В Османската империя
В XIX век Шльопинци е българско село в каза Аврет Хисар на Османската империя. „Етнография на вилаетите Адрианопол, Монастир и Салоника“, издадена в Константинопол в 1878 година и отразяваща статистиката на населението от 1873 година, Шлюпници (Chliupnitzi) е посочено като село каза Аврет Хисар с 50 домакинства и 236 жители българи.
В селото в 1895 – 1896 година е основан комитет на ВМОРО.
Според статистиката на Васил Кънчов („Македония. Етнография и статистика“) в 1900 година Шльопинци е село в Гевгелийска каза с 410 жители българи.
Цялото село е под върховенството на Българската екзархия. По данни на секретаря на Екзархията Димитър Мишев („La Macédoine et sa Population Chrétienne“) в 1905 година в Шльопенци (Chliopentzi) има 520 българи екзархисти и работи българско училище.
По време на Балканската война 2 души от Шльопинци се включват като доброволци в Македоно-одринското опълчение.

### В Гърция
В 1913 година след Междусъюзническата война селото попада в Гърция. Шльопинци заедно със съседното Древено пострадва в Балканската война и затова в преброяването от 1913 година има само 100 жители.
По време на Първата световна война тук минава фронтовата линия и затова българските военни власти изселват шльопинчани във вътрешността на България. Селото е обновено след войната.
Боривое Милоевич пише в 1921 година („Южна Македония“), че Шлопинци има 60 къщи славяни християни.
В 1924 година 53 души се изселват в България. На тяхно място са заселени гърци бежанци от Източна Тракия. В 1928 година Шльопинци е смесено местно-бежанско село с 27 семейства и 113 жители бежанци. От 191 жители в 1940 година само 30 са местни.
Селото традиционно се занимава с производство на пшеница, памук и овошки.
| Година    | 1913 | 1920 | 1928 | 1940 | 1951 | 1961 | 1971 | 1981 | 1991 | 2001 | 2011 | 2021 |
| --------- | ---- | ---- | ---- | ---- | ---- | ---- | ---- | ---- | ---- | ---- | ---- | ---- |
| Население | 100  | 110  | 180  | 191  | 124  | 109  | 77   | 58   | 42   | 43   | 38   | 18   |

## Личности
Родени в Шльопинци
- Андон Николов Малкочов, български революционер, деец на ВМОРО[5]
- Андон Петров Папуцчиев, български революционер, деец на ВМОРО[5]
- Васил Савов Арджанлиев, български революционер, деец на ВМОРО[5]
- Дино Мицов Трайков, български революционер, деец на ВМОРО[5]
- Илия Георгиев Чаушев, български революционер, деец на ВМОРО[5]
- Илия Траянов (Троянов, 1890 – ?), македоно-одрински опълченец, Продоволствен транспорта на МОО, Нестроева рота на 3 солунска дружина[12]
- Илия Христов Гюргев, български революционер, деец на ВМОРО[5]
- Илия Христов Колев (? – 1927), български просветен деец
- Лазар Цунев (? - 1920), български просветен деец
- Мицо Трайков, български революционер, дееци на ВМОРО[5][13]
- Мицо Узун Траянов, български революционер, деец на ВМОРО[5]
- Никола Караризов, български революционер, деец на ВМОРО[5]
- Сотир Атанасов Дучков, български революционер, деец на ВМОРО[5]
- Ташко Мицев Трайков (1876 – 1901), войвода на ВМОРО
- Трайко Гонев (Ганев, Гонов, 1885/1887 – ?), македоно-одрински опълченец, Солунски доброволчески отряд, 4 и Нестроева рота на 14 воденска дружина[14]
- Христо Карагонов, български революционер, деец на ВМОРО[5]
- Христо Мицев Трайков, български революционер, деец на ВМОРО[5]
- Христо Рутев, български революционер от ВМРО